# Sadakatsiz
Sadakatsiz (en español: Infiel, Mujer engañada, o Traicionada) es una serie de televisión turca de 2020 producida por Medyapim y MedNova para el canal Kanal D. Es una adaptación de la serie británica Doctor Foster creada por Mike Bartlett en 2015 y emitida por BBC Television.
Se mostró originalmente del 7 de octubre de 2020 al 25 de mayo de 2022 en su país original. 
Fue dirigida por Neslihan Yeşilyurt y el guion fue escrito por Kemal Hamamcıoğlu y Dilara Pamuk en la primera temporada, con el apoyo de Arzu Daştan Mutlu, Mustafa Mutlu, Gamze Arslan y Nuriye Bilici para la segunda temporada.
La telenovela presenta actuaciones estelares de Cansu Dere, Caner Cindoruk, Melis Sezen, Yeliz Kuvanc y un gran elenco.

## Trama
Asya es una exitosa médico resiliente de una niñez muy dolorosa y traumática, que desarrolla su profesión en Tekirdağ, ciudad donde vive junto a Volkan, su esposo, y a Alí, su hijo de 14 años. Su vida es muy feliz y tranquila, hasta que descubre que está inmersa en una mentira compartida por su marido con todas sus amistades. Él vive un romance desde hace dos años con Derin, una joven de 24 años e incluso ésta espera un hijo de él. Esta traición desencadena en Asya reacciones imprevisibles y una lucha descarnada con su cínico esposo, que pretende arrebatarle a su hijo, y también con Derin que usa el poder de su familia millonaria para generarle infinitos problemas laborales y sociales con el fin de que abandone Tekirdag. Pese a todo Asya logra quedarse con su hijo y quienes se marchan durante dos años son Volkan y la familia de su nueva esposa. Pero al regresar, su ex marido es más poderoso y 
la venganza entre quienes forman este triángulo de sentimientos, será el artífice de numerosos dramas que se desatarán en la vida de ellos y que alcanzarán a todos los que los rodean.

## Reparto
- Cansu Dere - Asya Yılmaz
- Caner Cindoruk - Volkan Arslan
- Melis Sezen - Derin Güçlü
- Burak Sergen - Haluk Güçlü
- Özge Özder - Derya Samanlı
- Yeliz Kuvancı - Bahar Gelik
- Mahmut Gökgöz - Altan Saygıner
- Olcay Yusufoğlu - Serap Şenlik
- Gözde Seda Altuner - Gönül Güçlü
- Nazlı Bulum - Nil Tetik
- Tarık Emir Tekin - Selçuk Dağcı/Güçlü
- Alp Akar - Ali Arslan
- Meltem Baytok - Cavidan
- Zerrin Nişancı - Nevin
- Onur Berk Arslanoğlu - Faruk Günçay
- Gamze Büyükbaşoğlu - Pelin
- Lidya Akkuş - Asya Yılmaz (Niña)
- Kenan Ece - Turgay Güngör
- Doğan Can Sarıkaya - Demir Güçlü
- Yaren Vera Salma - Zeynep Arslan
- Ali İl - Melih Komiser
- Aydan Taş - Didem Aktaş
- Name Önal - Nazan Günçay
- Nilgün Türksever - Hicran Dağcı
- Eren Vurdem - Mert Gelik
- Cemal Hünal - Sinan Taşkıran
- Dora Dalgıç - Selen
- Ceren Çiçek - İpek
- Berkay Ateş - Aras Ateşoğlu

## Temporadas
| Temporada | Temporada | Episodios | Rango de episodios | Emisión original         | Emisión original   |
| Temporada | Temporada | Episodios | Rango de episodios | Inicio                   | Final              |
| --------- | --------- | --------- | ------------------ | ------------------------ | ------------------ |
|           | 1         | 45        | 1 - 45             | 7 de octubre de 2020     | 2 de junio de 2021 |
|           | 2         | 75        | 46 - 120           | 29 de septiembre de 2021 | 25 de mayo de 2022 |